# Siegfried Eifrig
Siegfried Eifrig (* 6. Februar 1910 in Berlin; † 23. Juni 2008 ebenda) war ein deutscher Leichtathlet und gehörte zu den ersten olympischen Fackelträgern.

## Biografie
Eifrig schloss sich am 1. Januar 1930 dem SC Charlottenburg an. 1935 wurde er Berliner- und Brandenburgischer Meister in der 4-mal-400-Meter-Staffel. Zu dieser Zeit galt er als „Laufstilist und Vorbild“.
1936 bei den Olympischen Spielen wurde ihm, der nie NSDAP-Mitglied war, die Ehre zuteil, die letzte Etappe der neu eingeführten Fackelstaffel zu absolvieren. Seine Etappe führte durch die Straße Unter den Linden. Im Lustgarten und am Berliner Stadtschloss entzündete er an je einem Altar das olympische Feuer. Sein Auftritt gilt als umstritten, da der Fackellauf zu Propagandazwecken missbraucht wurde.

„Hinterher sieht das immer ganz anders aus, natürlich war das eine Propagandaveranstaltung der Nazis – aber welches Land stellt sich bei Olympischen Spielen nicht dar? (…) ‚Ich habe auch nie einen Vorteil durch diesen Lauf gehabt.‘“

Im Zweiten Weltkrieg diente er als Soldat und geriet in Ägypten in englische Kriegsgefangenschaft. Dort organisierte er Fußballspiele und Leichtathletik-Wettkämpfe.
Nach Kriegsende war er einer der Mitbegründer des kurzzeitig aufgelösten SC Charlottenburg und wurde stellvertretender Vorsitzender der Leichtathletik-Abteilung. Seinem Verein blieb er bis zu seinem Tode treu.
1947 lief er die 4-mal-100-Meter-Staffel zusammen mit Bert Sumser. Insgesamt beteiligte er sich 40-mal an der Potsdam-Berlin-Staffel. Später wurde er Schatzmeister des Berlin-Marathons. Bei den Olympischen Spielen 2004 sollte er sich als Fackelträger beteiligen, doch ein Schlaganfall verhinderte seine aktive Teilnahme.